# روبرت ج. براون
روبرت ج. براون  (بالإنجليزية: Robert J. Brown)‏(23 أغسطس 1904 – 29 أبريل 1985) لاعب كرة قدم أمريكية كان يلعب في المركز .

## صلات خارجية
- بنتلي مكتبة الشخصي: روبرت براون
- روبرت ج. براون على موقع فايند أغريف